# Тимановка (Шосткинский район)
Тимановка (укр. Тиманівка) — село, Шосткинская городская община, Шосткинский район, Сумская область, Украина.
Код КОАТУУ — 5925386801. Население по переписи 2001 года составляло 384 человека.

## Географическое положение
Село Тимановка находится в 2-х км от левого берега реки Десна, ниже по течению на расстоянии в 7 км расположено село Чаплиевка, на противоположном берегу — село Радичев. По селу протекает пересыхающий ручей с запрудой. От реки село отделяет большой лесной массив (сосна). Река в этом месте извилистая, образует лиманы, старицы и заболоченные озёра.

## История
- Село Тимановка известно с XIX века.

## Достопримечательности
- Братская могила советских воинов[2].

## Экономика
- Агрофирма «Хотынь», ООО.

## Объекты социальной сферы
- Клуб.